# Beatrice Trew
Pour les articles homonymes, voir Trew.
Beatrice Janet Trew (née Coates) (4 décembre 1897-4 juin 1976) est une femme politique provinciale canadienne de la Saskatchewan. Elle représente Maple Creek à l'Assemblée législative de la Saskatchewan en tant que députée du Co-operative Commonwealth Federation de 1944 à 1948.

## Biographie
Né à Coates Mills au Nouveau-Brunswick, elle reçoit une éducation pour devenir enseignante à Fredericton avant de s'établir à Manor en Saskatchewan en 1917. L'année suivante, elle enseigne à Lemsford (en) où elle rencontre et marrie J. Albert Trew. Après la création du Lemsford Homemakers Club en 1920, elle en devient secrétaire-trésorière. Plus tard, elle devient présidente du Swift Current district Homemakers.
Entamant sa carrière politique en 1944, sa présence à l'Assemblée législative ne dure qu'un seul mandat puisqu'elle est défaite en 1948.
Néanmoins, elle demeure membre du conseil national du CCF pendant onze ans et vice-présidente de la section saskatchewanaise du parti durant huit ans. Elle s'implique ensuite activement dans diverses organisation entre autres de cultivateurs et en tant que membre du Thompson Advisory Planning Committee on Medical Care, comité travaillant à la création du plan de soin santé universel canadien. Son travail sur le comité l'amène dans de nombreux pays dont le Royaume-Uni, les Pays-Bas, la Norvège, la Suède et le Danemark. Elle décède dans un accident de la route en juin 1976.
Elle est la grand-mère de Kim Trew, député provincial néo-démocrate de Parc Coronation de Regina de 1986 à 2011.